# Marie Louise Sibazuri
 (décembre 2020).
Marie Louise Sibazuri est une dramaturge et metteuse en scène d’origine burundaise et de nationalité belge. Elle est née  en République Démocratique du Congo en 1960 et grandit dans la province de Kayanza située au nord du Burundi.  Institutrice et bibliothécaire de formation, elle brille dans la carrière d’artiste. Autrice de pièces de théâtre depuis l'âge de 16 ans, elle a été rendue célèbre par son feuilleton radiophonique Umubanyi niwe muryango (Ton voisin fait partie de ta famille) qui prône une bonne cohabitation. Marie Louise Sibazuri est aussi militante des droits de l’homme et de la paix. Elle vit en exil depuis 1998 mais reste très attachée à la culture de son pays et sa promotion.

## Biographie
Marie Louise Sibazuri est née en 1960 en République Démocratique du Congo. Elle quitte le Congo à l'âge de 2 ans pour aller vivre en commune Kabarore de la province Kayanza avec toute sa famille.
En 1998, elle quitte le Burundi pour rejoindre son  mari en Belgique.Ce dernier mourra et depuis 2018 elle vit en Australie avec son deuxième mari qui s’y était réfugié plusieurs années avant. Marie Louise Sibazuri a 4 enfants issus de son premier mariage.

## Etudes
Marie Louise Sibazuri a commencé ses études primaires en province Kayanza. En 1981, elle obtient son premier diplôme d’institutrice. En 1988, elle en obtient un deuxième en bibliothéconomie à Bujumbura. Après son départ pour la Belgique, elle obtient une licence en politique et économie sociale, à l'Université Catholique de Louvain-la-Neuve.

## Carrière professionnelle[3]
En 1981, elle commence sa carrière d’enseignante à l’école moyenne pédagogique puis à l’Athénée secondaire de Bujumbura. En 1986, elle change de métier et devient gestionnaire de la bibliothèque du bureau d’études et des programmes de l’enseignement secondaire (BEPES).
En 1988, elle intègre  la commission nationale chargée d’étudier la question de l’unité nationale comme membre et participe à l’élaboration de la charte nationale de l’unité.
En 1989, elle  est chargée de conception de scénarios pour vidéogrammes éducatifs et de la coordination et présentation de l’émission télé «BEPES- contacts».
En 1991, elle est nommée membre civil du conseil suprême de la magistrature.
En 2010, elle est employée à l’ambassade du Burundi à Bruxelles.
En 2014, elle est nommée ambassadrice déléguée du Burundi à la Francophonie,.